# 安東尼奧·艾斯芬迪亞里
安東尼奧·「魔術師」·艾斯芬迪亞里（Antonio "The Magician" Esfandiari，1978年12月8日—}），原名艾米·艾斯芬迪亞里（Amir Esfandiari） ，是一名美籍伊朗裔職業撲克玩家，原為職業魔術師，以玩籌碼術為名。艾斯芬迪亞里是美國首個合法網上撲克網Ultimate Poker的代言人。
艾斯芬迪亞里曾亮相多個撲克電視節目，他曾兩度贏得WPT冠軍及兩奪WSOP手鐲，這包括2012年的"Big One for One Drop"，他贏得的獎金$18,346,673，是撲克史上的最高獎金紀錄得主。在2014年前，他曾經是撲克生涯總獎金最高的撲克玩家，直至Daniel Negreanu打破其紀錄
2012年，他在iOS的撲克戰術遊戲Insta Poker推出The Magician's Secrets for Winning Tournaments'。
1. ↑  .   [2015-04-27]. （原始内容存档于2019-05-06）.
2. ↑  . b-138.   [2023-10-21]. （原始内容存档于2023-12-01）.
3. ↑  Shapiro, Michael. . San Francisco Chronicle. July 4, 2012  [2015-04-27]. （原始内容存档于2018-10-27）.